# Parc Nou (metropolitana di Barcellona)
Parc Nou è una stazione della Linea 9 Sud della metropolitana di Barcellona entrata in servizio il 12 febbraio 2016. Nel progetto iniziale la stazione era identificata col nome provvisorio Sant Cosme.
La stazione serve il quartiere di Sant Cosme e gli istituti scolastici "Jaume Balmes", "Sant Cosme i Sant Damià", il centro di assistenza primaria "Doctor Pujol i Capsada" e l'istituto "Doctor Trueta" del comune di El Prat de Llobregat. I marciapiedi di accesso hanno una lunghezza di 120 metri e sono raggiungibili con scale mobili e ascensori per persone a capacità motoria ridotta.
Secondo le previsioni iniziali, la stazione avrebbe dovuto entrare in servizio nel 2007 ma ritardi realizzativi e problemi economici ne hanno posticipato l'inaugurazione al 2016, con il resto della tratta sud della Linea 9.

## Accessi
- Carrer Riu Xùquer
- Carrer Riu Llobregat